# بيت روك
بيت روك (بالإنجليزية: Pete Rock)‏ هو رابر ودي جيه ومنتج أسطوانات وملحن وموسيقي أمريكي، ولد في 21 يونيو 1970 في ذا برونكس في الولايات المتحدة.

## وصلات خارجية
- الموقع الرسمي
- بيت روك على موقع IMDb (الإنجليزية)
- بيت روك على موقع ميوزك برينز (الإنجليزية)
- بيت روك على موقع أول ميوزيك (الإنجليزية)
- بيت روك على موقع ديسكوغز (الإنجليزية)
- بيت روك على موقع ديسكوغز (الإنجليزية)
- بيت روك على موقع قاعدة بيانات الفيلم (الإنجليزية)